# Editura Humanitas
Humanitas este o editură din România,  cu sediul în București.
A fost înființată la 1 februarie 1990, printr-un ordin al lui Andrei Pleșu, ministrul culturii la data respectivă; direcția noii instituții, pe scheletul defunctei Edituri Politice, a fost încredințată lui Gabriel Liiceanu, scriitor și cercetător în filosofie și istoria artei. Humanitas se definea pe atunci ca „editură de științe umaniste”, de unde și numele ei. În timp, profilul editorial inițial s-a lărgit.
A fost privatizată în februarie 1991.
Editura Humanitas a devenit larg cunoscută la începutul anilor 1990 prin publicarea unor nume sau titluri interzise sub regimul comunist. Au apărut atunci mare parte din cărțile lui Emil Cioran, Mircea Eliade și Eugène Ionesco, texte antebelice sau inedite de Constantin Noica și de Lucian Blaga, volume de Monica Lovinescu și de Virgil Ierunca, seria de Amintiri ale lui Constantin Argetoianu, Convorbirile lui Mircea Ciobanu cu Regele Mihai etc. Primele colecții ale editurii − puternic marcate de misiunea recuperării unui trecut prețios și de credința că societatea poate fi schimbată prin lecturile potrivite − au fost „Totalitarism și literatura Estului“, „Memorii/Jurnale“, „Societatea civilă“. 
Editura Humanitas are azi în paleta sa editorială următoarele domenii: umanistică (filosofie, istorie, științe sociale/politice, psihologie/antropologie), religie și spiritualitate; ficțiune și literatură memorialistică; știință; carte practică; manuale și auxiliare școlare; carte pentru copii; audiobookuri.
Majoritatea cărților din aceste domenii sunt publicate în serii și colecții, din care cele mai importante sunt seriile marilor autori români interbelici sau contemporani.
Editura Humanitas face parte din Grupul Humanitas.

## Colecții
Alte colecții sunt „Istorie“ și „Istorie contemporană“; colecția „Zeitgeist“; colecția „Memorii/Jurnale“; colecțiile de literatură „Cartea de pe noptieră“, „Raftul Denisei“, „Râsul lumii“, „Biblioteca italiană“; serii de scriitori străini − Mario Vargas Llosa, Milan Kundera, Marguerite Yourcenar, Nina Berberova, Fernando Pessoa, Isabel Allende, Eric-Emmanuel Schmitt, Paulo Coelho −, colecția „Nipponica“; seria „Știință“; seria „Practic“; colecțiile de audiobookuri „Audiofiction“ și „Ascultă și învață“ etc. 
Humanitas publică in prezent deopotrivă cărți originale și traduceri. Până la sfârșitul lui 2009, numărul de titluri noi publicate era de 2200, iar numărul total de exemplare (titluri noi și reeditări, fără manuale școlare) depășea 15 milioane. Multe apariții Humanitas au devenit besteselleruri în țară.

## Premii
Cărților și autorilor Humanitas li s-au decernat de-a lungul timpului numeroase premii de excelență. Humanitas participă constant la Târgul Internațional de Carte de la Frankfurt și la târgurile similare din București (Gaudeamus, Bookfest). În fiecare an la București și frecvent în alte orașe, Humanitas a primit Trofeul Gaudeamus locul I prin Votul publicului.
În anul 2010 se împlinesc 20 de ani de la înființarea Editurii Humanitas, pe care Grupul îi sărbătorește sub deviza „Ai atâtea vieți câte cărți ai citit“.

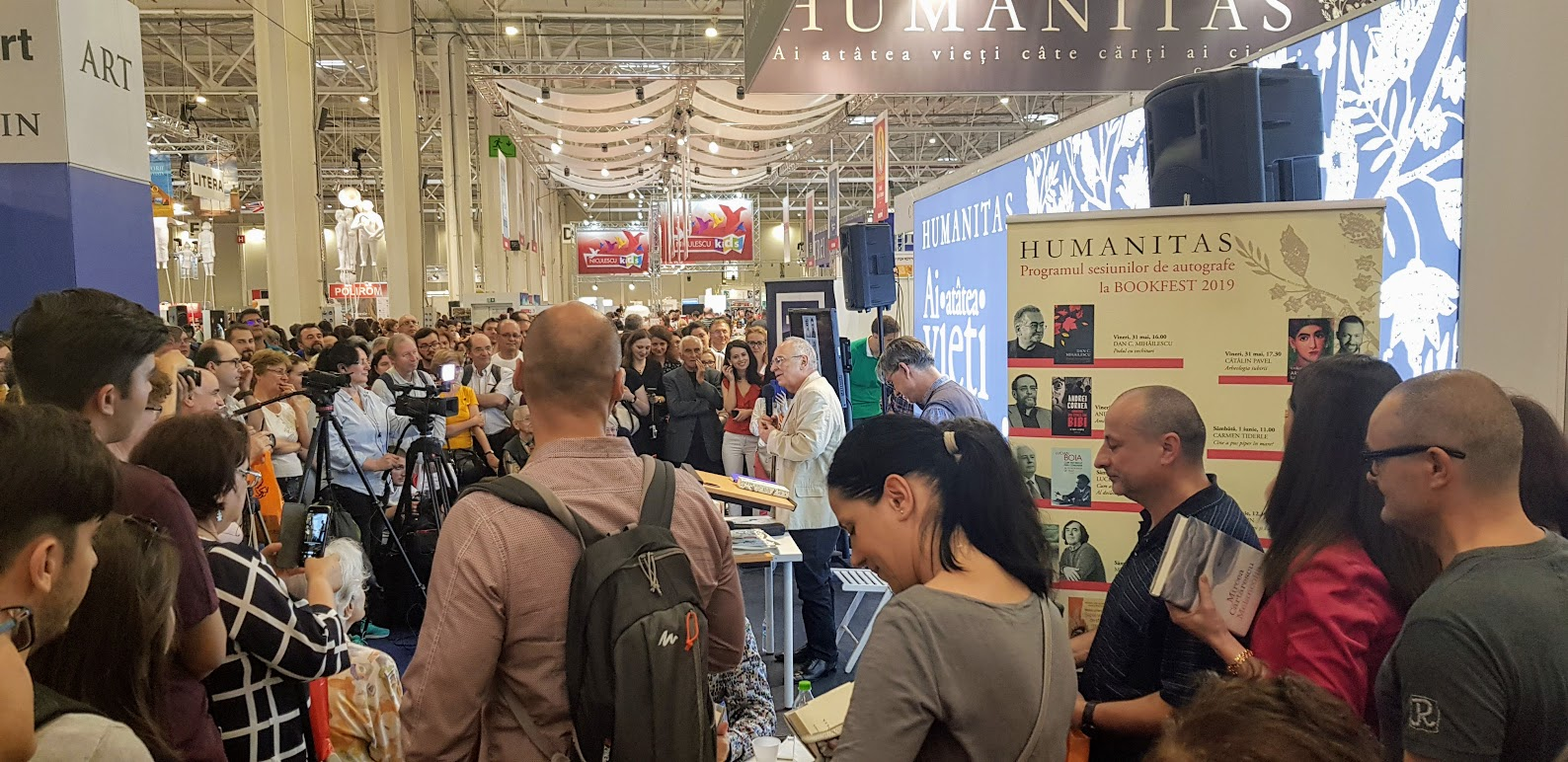
Bookfest 2019
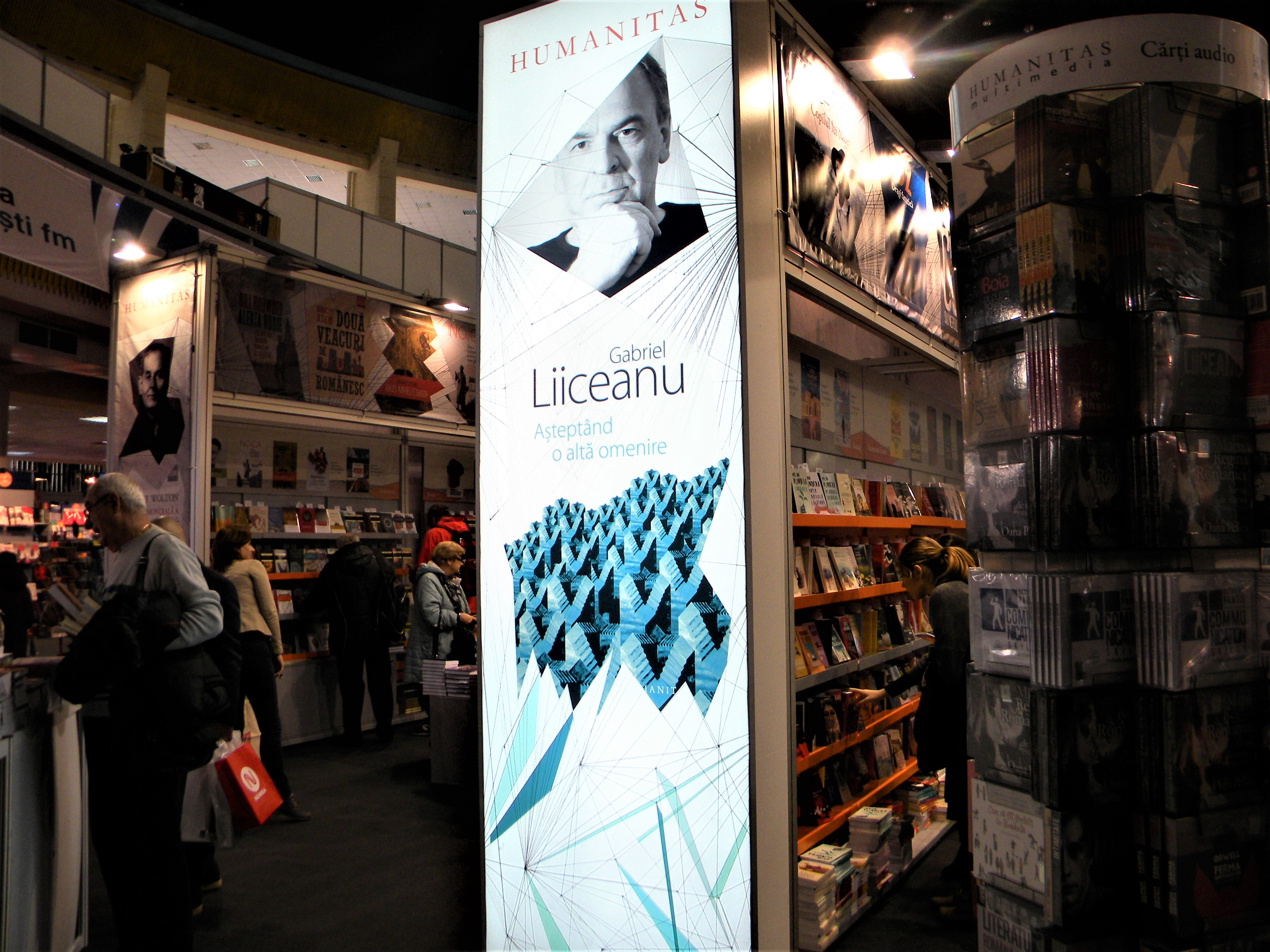
Gaudeamus 2018
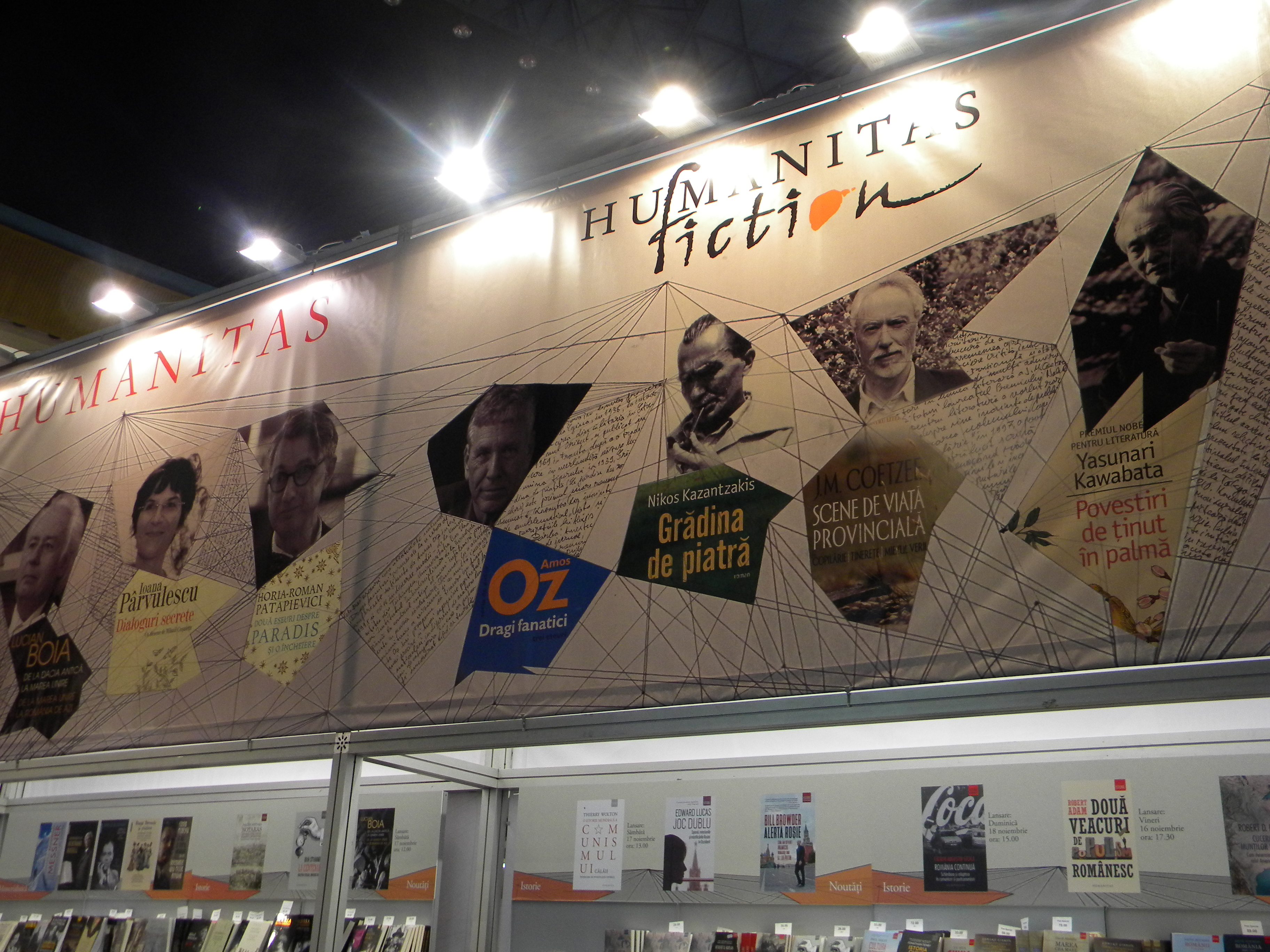
Gaudeamus 2018
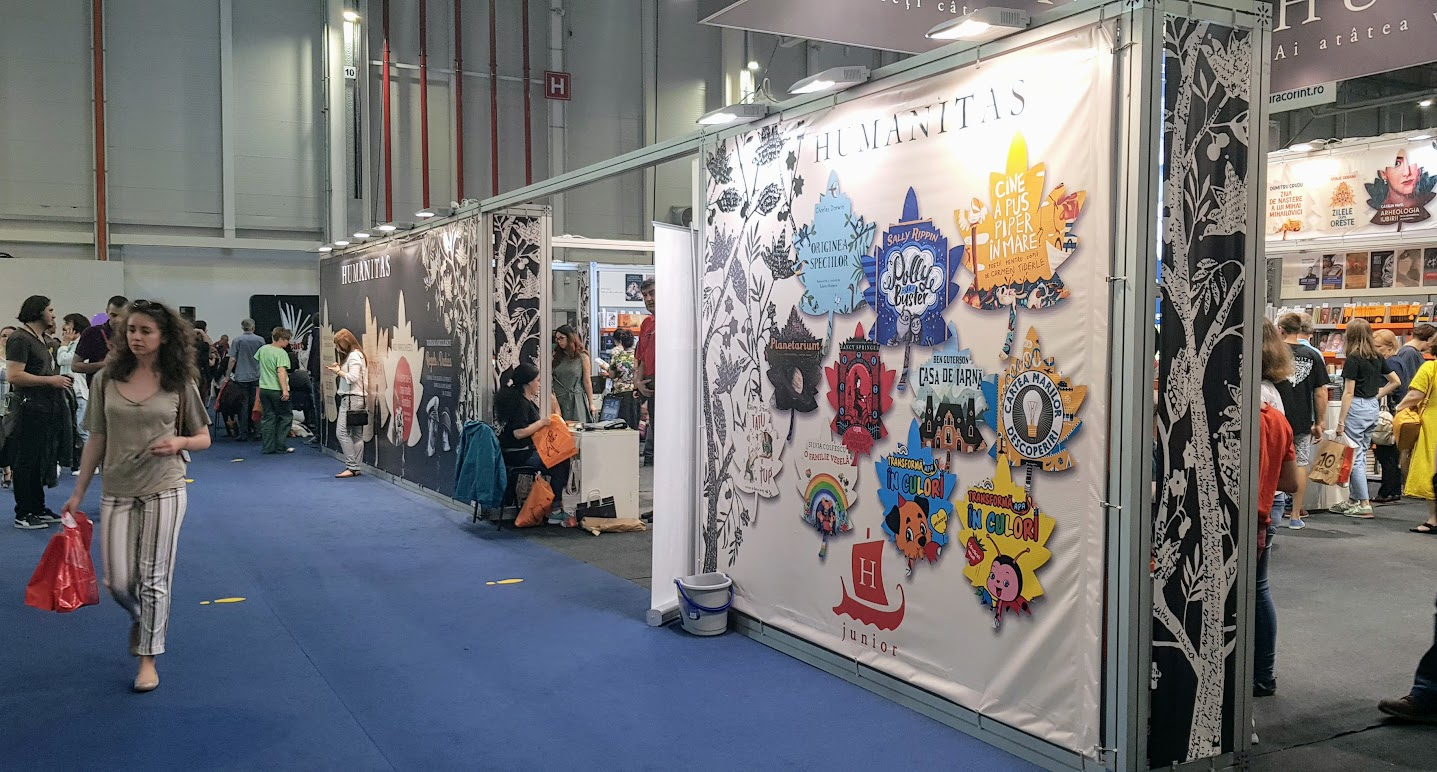
Bookfest 2019